# Menelao (scultore)
Menelao (I secolo a.C. – I secolo) è stato uno scultore greco antico, di cittadinanza romana.

## Biografia

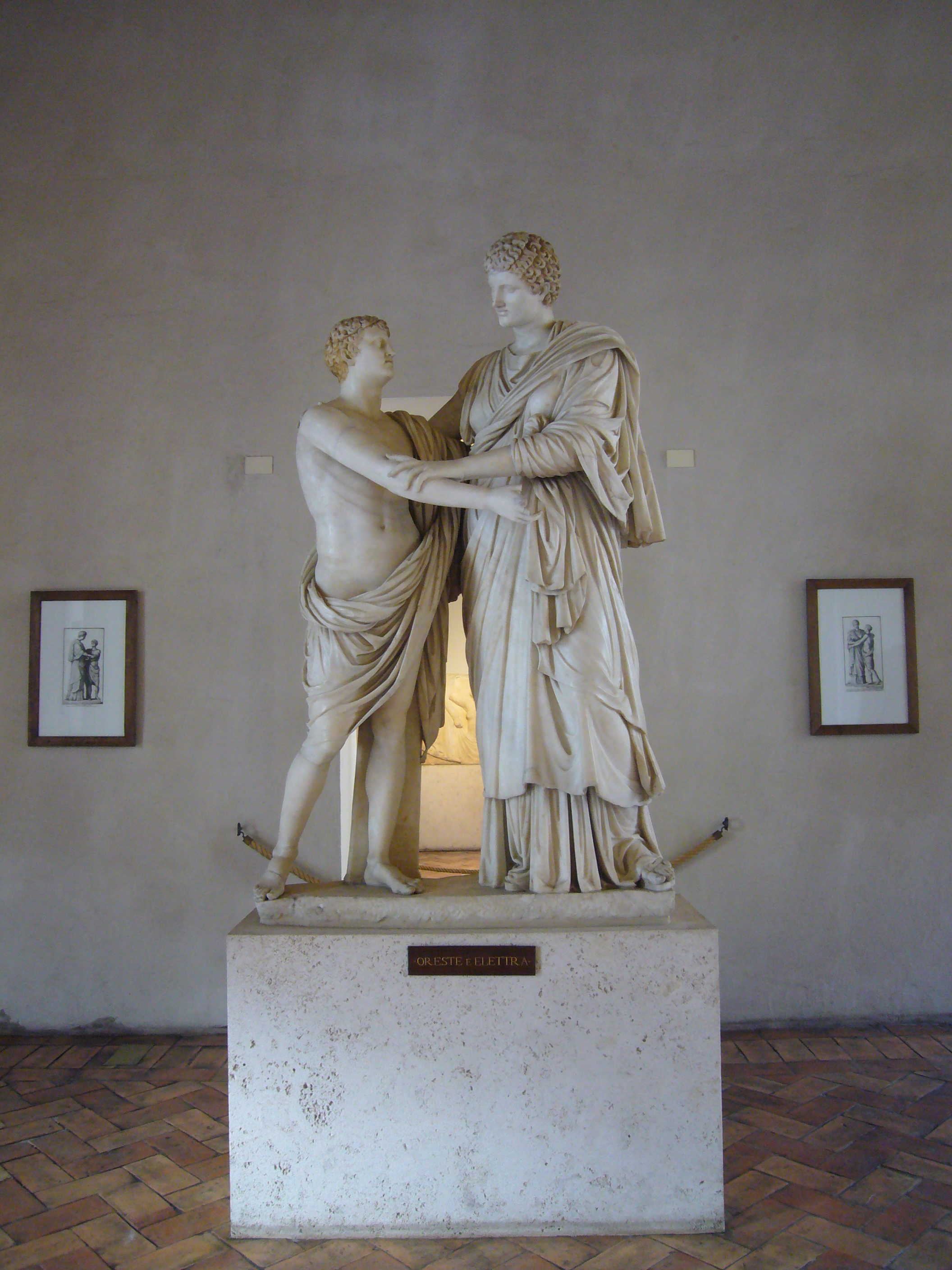
«Gruppo Ludovisi» raffigurante Oreste ed Elettra, Museo nazionale romano di palazzo Altemps

Allievo di Stefano e quindi membro della scuola dello scultore e scrittore greco antico Pasitele, Menelao fu attivo sotto i regni di Augusto e di Tiberio.
Realizzò e firmò il celebre «Gruppo Ludovisi» raffigurante Oreste ed Elettra, conservato al Museo nazionale romano di palazzo Altemps.
L'opera evidenziò tutti i caratteri della scuola accademica classicheggiante e arcaizzante, come l'eclettismo influenzato dalle sculture del IV secolo a.C., l'elegante equilibrio compositivo, la correzione accademica del modellato, che manifestano energia espressiva.
Oreste ed Elettra, fratello e sorella,vengono raffigurati in un momento emozionante, forse un addio o un ricongiungimento, con la figura di Elettra in una pura espressione di dolce devozione, e in un pregevole abbigliamento.
Menelao eseguì anche altre opere contraddistinte dallo stesso stile: una statua maschile e una femminile da Palazzo Doria-Pamphili; una testa da Villa Mattei, conservata al Museo delle Terme; una statua proveniente da Ercolano.

## Opere
- «Gruppo Ludovisi» con Oreste ed Elettra, Museo Nazionale Romano;
- Una statua maschile da Palazzo Doria-Pamphili;
- Una statua femminile da Palazzo Doria-Pamphili;
- Una testa, da Villa Mattei, Museo delle Terme;
- Una statua da Ercolano.